# Otter Lake Provincial Park
Der Otter Lake Provincial Park (auch Otter Lake Park) ist ein zweiteiliger etwa 55 Hektar (ha) großer Provincial Park im südlichen Zentrum der kanadischen Provinz British Columbia, im Norden der unselbständigen Gemeinde Tulameen.

## Anlage
Der Park liegt etwa 27 Kilometer nordnordwestlich von Princeton im Regional District of Okanagan-Similkameen am Übergang zwischen den westlich gelegenen Ausläufern der nördlichen Kaskadenkette und dem östlich gelegenen Thompson-Plateau. 
Zentrum des Parks ist der Otter Lake (Tulameen). Der kleinere Teil des Parks mit dem Picknickbereich liegt am Südende des Sees, bzw. am nördlichen Rand der unselbständigen Gemeinde Tulameen unweit des Ausflusses des Otter Creek aus dem See. Der deutlich größte Teil des Parks mit einem Campinggelände liegt mehrere Kilometer entfernt auf einer Halbinsel am nordwestlichen Ufer des Sees. Dieser Parkteil zieht sich vom Seeufer nach Westen bis an den Fuß des 1516 m hohen Boulder Mountain.
Auch der „Kettle Valley Rail Trail“, ein Abschnitt des insgesamt etwa 18.000 Kilometer langen Trans Canada Trails, durchquert den Park.

## Geschichte
Der Park wurde am 11. Juli 1963 als einer der Provincial Parks in British Columbia eingerichtet. Im Laufe der Zeit wurden dabei sowohl seine Größe wie auch sein Schutzstatus geändert. Grundlage der Einrichtung des Parks war eine Landschenkung der Familie Downing, die dann auch Namensgeber des Parks wurden.
Wie jedoch bei fast allen Provinzparks in British Columbia gilt auch für diesen, dass die Gegend, lange bevor sie von europäischen Einwanderern besiedelt oder sie Teil eines Parks wurde, Siedlungs- und/oder Jagd-/Fischereigebiet verschiedener Gruppen der First Nations, hier hauptsächlich der Binnen-Salish, war. Kulturelle Spuren dieser wurden im Park jedoch bisher nicht nachgewiesen.

## Flora und Fauna
Mit dem Biogeoclimatic Ecological Classification (BEC) Zoning System wird das Ökosystem von British Columbia in verschiedene biogeoklimatische Zonen eingeteilt. Biogeoklimatische Zonen zeichnen sich durch ein grundsätzlich identisches oder sehr ähnliches Klima sowie gleiche oder sehr ähnliche biologische und geologische Voraussetzungen aus. Daraus resultiert in den jeweiligen Zonen dann grundsätzlich auch ein sehr ähnlicher Bestand an Pflanzen und Tieren. Innerhalb dieser Systematik wird der Park der Interior Douglas-fir Zone zugeordnet.